# 韻踏合組合
韻踏合組合（いんふみあいくみあい）は日本のヒップホップグループ。2000年に大阪府で結成され、現在も大阪を拠点に活動。グループ名の通り押韻にこだわるラップスタイルで知られる。
西日本最大級のMCバトルイベントである『SPOT LIGHT』を2008年から現在まで19回開催。ERONEが『フリースタイルダンジョン』（テレビ朝日）の3代目モンスターと審査員、HIDADDYが『高校生RAP選手権』（BSスカパー）のジャッジマンを務めるなど、メンバーによるソロ活動も多い。
代表曲の『一網打尽（REMIX)』は、アンダーグラウンドのHIPHOPグループとしては異例の3,000万回再生（YouTube上）を記録している。

## 概要
初期は大阪市のアメリカ村を拠点に活動。別々に活動していたグループ、CHIEF ROKKA（SATUSSY、ERONE、DJ KAN）、HEAD BANGERZ（HIDADDY、遊戯、DJ KITADA KEN）、Notable MC（OHYA、AKIRA）とヒップホップMCのMINT（結成時はILL MINT）により結成された。当初は1つのグループではなくあくまで「組合」だったため、楽曲ごとにリリースの名義も異なっていた。
2002年5月に初の音源集『IFK VOL.0』、同年5月に初のアルバム『CRITICAL 11』をリリース。2024年10月までに20枚のシングルと11枚のアルバムをリリースしている。
2004年6月にMINT（Minchanbaby、ILL MINT）、2005年にOHYAとAKIRAが脱退し、現行の6名体制になった。「常に進化と深化を繰り返すナニワ裏庭の韻踏集団」をキャッチフレーズとしている。

## 経歴・活動

### 2000年代
2002年5月、当時国内随一のHIPHOP専門誌として知られた『blast』から生まれたコンピレーション・アルバム『Homebrewer's Vol.1』に複数の楽曲が収録されたことで、HIPHOPシーンにおける知名度が一躍高まった。このアルバムには16曲が収録されているが、そのうち3曲は韻踏合組合の楽曲である。
同アルバムは『blast』の中でデモ・テープと自主制作盤を紹介するコーナー『HOMEBREWER』から誕生した。HIPHOPライターの権威として知られる東京ブロンクスによれば、当時コーナーを担当していた磯部涼と古川耕の2名が、韻踏合組合とMSCを全国に紹介する目的で制作したのが、同アルバムだったという。2001年の『B-BOY PARK』の際、東京ブロンクスの実家に韻踏合組合の遊戯とSATUSSYが泊まり、その際に手渡されたデモテープをブロンクスが磯部・古川の2名に渡したことがきっかけだった。

### 2010年代
2014年9月は『第6回高校生RAP選手権』のゲストライブに出演。他には般若、Fla$hBackS、YZERR（2WIN）などが出演した。
2016年4月、2年ぶりとなるアルバム『REAL GOLD』をリリース。DJ WATARAIや、TWICEのアルバム『twicetagram』の楽曲編曲などで知られるNAOtheLAIZAらが参加した。
2016年7月『さんピンCAMP』が20年越しに復活したヒップホップイベント『さんピンCAMP20』に出演。他にはANARCHY・NITRO MICROPHONE UNDERGROUND・OZROSAURUSなどが出演した。
2017年1月、ラッパ我リヤが8年ぶりにリリースしたアルバム『ULTRA HARD』に参加。他には降谷建志（Dragon Ash）やサイプレス上野、MUROらが参加している。
2017年9月、ロックバンド・ROTTENGRAFFTY主催のフェス『ポルノ超特急』に出演。他にはマキシマム ザ ホルモン・東京スカパラダイスオーケストラ・My Hair is Badらが出演した。
2018年3月、ゲームアプリ『LINEレンジャー』のプロモーションムービー『RHYME レンジャー WEST』に出演。西側（WEST）のムービーは韻踏合組合が担当し、東側（EAST）のムービーは漢 a.k.a. GAMI、LIBRO、道、スナフキン、DJ BAKUが出演した。
2018年3月、ROTTENGRAFFTYの全国ツアー『ROTTENGRAFFTY PLAY ALL AROUND JAPAN TOUR 2018』における、大阪の2会場の公演でツーマンで共演。他会場の対バンは打首獄門同好会、dustbox、ENTH、SHIMAなどが務めた。
2018年9月、Bリーグのイベント『B.LEAGUE EARLY CUP 2018 KANSAI』にゲスト出演を果たした。
2019年8月にはシングル『マイクリレー』をリリース。運動会の定番曲『クシコス・ポスト』のサンプリングや、HIPHOP界の重鎮として知られるZeebraが参加したことでも話題を呼んだ。
2019年11月には、10作目のアルバム『マラドーナ』をリリース。リリース前に5本のミュージックビデオを立て続けに発表したことでも注目を集めた。
特にタイトル曲である『マラドーナ』のMV撮影では、映像監督・TAKESHI UCHIDAが自身のスタジオと機材を丸2日間総動員し、徹底してこだわりぬいた撮影を行ったという。同曲は、再生回数4億回超えのTikTokラップにおけるパイオニアとして知られ、モデルとしても活躍するえまぽち (穂波エマ)がをビートジャックを行ったことにより、2年後の2021年に再度話題を集めた。

### 2020年代
2020年8月、日本のレゲエ界における重鎮の一人として知られるRYO the SKYWALKERとの共演で、シングル『Sky’s The Limit (feat. RYO the SKYWALKER)』を発表。プロデュースは、同じくレゲエ界を代表するプロデューサーの一人とも評されるZURAが手掛けた。
2021年1月、レゲエグループ・MIGHTY JAM ROCKの20枚目のアルバム『3 THE HARDWAY XX』に参加。他にはNG HEAD、EXPRESSなどのアーティストが参加している
2021年1月、マンハッタンレコードの創業40周年とグループの結成20周年が重なった「ダブルアニバーサリー」を記念し、MVが2000万回再生（2024年9月時点で3000万回）を記録した代表曲『一網打尽』のピクチャー盤をリリース。NORIKIYO、SHINGO★西成、漢 a.k.a GAMIらのビッグネームを招いてのリミックスも話題を集めた。
2021年7月、シングル『NEVER DIE (feat. MIGHTY JAM ROCK)』をリリース。『フリースタイルダンジョン』の3代目モンスターとして知られるJUMBO MAATCHが率いるレゲエグループ・MIGHTY JAM ROCKとの、2度目のコラボを実現した。
2021年10月『DIAMOND FES 2021 -AUTUMN HIPHOP ARTIST-』に出演。NITRO MICROPHONE UNDERGROUND・ラッパ我リヤ・餓鬼レンジャー・KEN THE 390など、ヒップホップ界を代表するアーティストらと共演した。
2021年12月、13回目となる『SPOTLIGHT』を開催。アカペラバトルなどの試みに加え、レゲエグループ・MIGHTY JAM ROCKとのライブなども開催した。
2022年2月、MCバトルビート9作品をまとめてリリース。UMB・KOK・戦極・凱旋MCBattle・アドレナリン・SPOTLIGHTなど、国内の主要なMCバトルイベントで用いられている韻踏合組合のビートを、DJ KITADA KENのリミックスにより、バトル・サイファー・個人練習用に用いやすい形で提供した。
2022年5月、初期の2作品『Critical 11』と『ジャンガル』のリマスタリング盤をリリース。この2作品のオリジナルはメディアでも「名盤中の名盤」などの高い評価が見られる。
2022年11月には、前作から3年ぶりとなる11枚目のアルバム『So Far, So Good』をリリース。RYO the SKYWALKER、韻シストBANDなどとの共演で注目を集めた。
2022年12月には『カラオケ盤2』をリリース。『一網打尽(REMIX)』など、バトルのBGMとして広く用いられる9曲を収録した。
2024年9月には、DJ KANによる過去の楽曲のリミックスアルバム『MY PLAYLIST MIX 〜Mixed by DJ KAN〜』をリリースしている。

## メンバー個別の活動
※メディアによって「○○○(韻踏合組合)」として報じられた活動のみ抜粋。
2008年11月、SATUSSYが自身初のソロアルバム『The Novel』をLibra Records（ライブラレコード）よりリリース。SHINGO☆西成、漢 a.k.a. GAMI、MAKI THE MAGIC、秋田犬どぶ六、ALI-KICK（Romancrew）などと共演している。
2013年9月、SATUSSYが韻シストの5枚目のアルバム『HIPSTORY』に参加。『Neighborhood feat. SATUSSY（韻踏合組合 / CHIEF ROKKA）』の名義で収録されている。
2020年1月、HIDADDYがショートショート落語を披露する動画『RED BULL MUSIC presents ISSEKI』が公開。HIDADDY以外には田我流、NENE（ゆるふわギャング）が出演した。
2022年7月、国内最大級のブレイクダンスイベント『FOUND NATION』に、HIDADDYがZeebraらと並んでゲスト出演した。
2024年8月、リーダーのSATUSSYの楽曲『STAR』が数量限定で7インチレコード化。Jambo lacquerやNagipanらによるリミックスも収録され話題を呼んだ。
2024年9月発売のHIPHOPを題材とした漫画『少年イン・ザ・フッド』の巻末で、SATUSSYとHIDADDYが作者のSITEと対談を行った。

## メンバー
CHIEF ROKKA
- SATUSSY（MC）
- ERONE（MC）- MC業の傍ら、2023年に関東を中心に展開するつけ麺チェーン・三田製麺所（エムピーキッチン）に就職し、2024年現在は同社営業マネジャーを務める[62]。
- DJ KAN（DJ）

HEAD BANGERZ
- HIDA（MC）
- 遊戯（MC）
- DJ KITADA KEN（DJ）

元メンバー
- MINT（Minchanbaby、ILL MINT）
- OHYA
- AKIRA

## ディスコグラフィ

### シングル
| 発売日        | タイトル                                       | 規格品番  | 備考          |
| ------------- | ---------------------------------------------- | --------- | ------------- |
| 2010年8月27日 | 前人未踏                                       | IFKCD-14  | オリコン138位 |
| 2014年8月13日 | 一網打尽 REMIX Feat. NORIKIYO, SHINGO☆西成, 漢 | IFKCD-020 | オリコン195位 |

### アナログシングル
| 発売日         | タイトル                        | 規格品番 |
| -------------- | ------------------------------- | -------- |
| 2002年10月10日 | そろい踏み/critical11           | PLP-6180 |
| 2003年11月10日 | ジャンガル:Just Rhymin':Green車 | PLP-6190 |

### 配信限定シングル
| 発売日         | タイトル                                               |
| -------------- | ------------------------------------------------------ |
| 2013年9月11日  | 一網打尽                                               |
| 2014年3月5日   | 百戦錬磨                                               |
| 2016年2月19日  | REAL GOLD (NEVA GETS OLD)                              |
| 2016年4月15日  | Rhyme or Die                                           |
| 2017年2月3日   | YBKMN / Mr.Musician×韻踏合組合                         |
| 2017年2月3日   | YBKMN (下拓 Remix) / Mr.Musician×韻踏合組合            |
| 2018年4月20日  | ポップコーン(REMIX)                                    |
| 2018年4月20日  | ハードライム (REMIX) [feat. ラッパ我リヤ & ICE BAHN]   |
| 2018年6月22日  | 前人未踏 (沈黙を語る人 Remix)                          |
| 2019年8月2日   | マイクリレー                                           |
| 2019年10月11日 | マラドーナ                                             |
| 2020年1月25日  | Cant Stop / DJ雪成×韻踏合組合                          |
| 2020年6月19日  | かえろう (feat. 韻シストBAND)                          |
| 2020年8月7日   | Sky's The Limit (feat. RYO the SKYWALKER)              |
| 2020年12月25日 | Street Survivors -Blood, Sweat, Tears & Hip Hop-       |
| 2021年3月26日  | Street Survivors (Fullmatic Screwed & Scissored Remix) |
| 2021年7月16日  | Never Die (feat. MIGHTY JAM ROCK)                      |

### コンピレーションアルバム
- 『韻踏合組合 presents "ENTER" ~10th Anniversary Compilation Album~』 （2016年9月28日、IFK RECORDS）

### MIX CD
- 『紫盤 ~韻踏合組合 Screwed&Chopped MIX~』 （2012年4月11日、IFK RECORDS）
- 『太鼓判』 （2015年6月28日、IFK RECORDS）

### DVD
- 『都市伝説 DVD ~前人未踏TOUR 2010 TOUR FINAL at BIG CAT~』 （2011年3月3日、IFK RECORDS）
- 『韻踏合組合TV DVD (2014-2012 SPECIAL MOVIES DVD)』 （2014年12月10日、IFK RECORDS）

## 企業タイアップ
- ゲームアプリ『LINEレンジャー』プロモーションムービー『RHYME レンジャー WEST』（2018年3月15日公開）[24]
- Bリーグ『B.LEAGUE EARLY CUP 2018 KANSAI』ゲスト出演（2018年9月7日）[28]

## 主なライブ
- 2006年2月1日 - 第二回くレーベル祭りぶらじる?
- 2012年4月29日 - 渚音楽祭-春2012-<大阪>
- 2012年11月11日 - I SCREAM～ICE CREAM SPECIAL～
- 2012年12月23日 - FK presents SPOTLIGHT
- 2012年12月28日 - Diablos Parque
- 2013年12月3日 - spotlight-
- 2014年8月16日 - 超・ライブへの道～番外編～
- 2014年12月3日 - spotlight-
- 2014年12月30日 - ULTIMATE MC BATTLE GRAND CHAMPIONSHIP 2014 THE JUDGEMENT DAY
- 2015年3月21日 - CHOICE 2nd ANNIVERSARY
- 2015年12月3日 - SPOTLIGHT 2015
- 2016年3月27日 - ICE CREAM -5th ANNIVERSARY-
- 2016年5月28日 - CHOICE式
- 2016年12月3日 - SPOTLIGHT 2016
- 2017年2月5日 - POWER SPOT 2017～冬の陣～
- 2017年12月3日 - SPOTLIGHT 2017
- 2017年12月24日 - ポルノ超特急2017
- 2018年3月29日・30日 - ROTTENGRAFFTY「PLAY ALL AROUND JAPAN TOUR 2018」
- 2018年3月31日 - RED PULG VOL.1
- 2018年8月26日 - Fight!～FOOD×ENTERTAINMENT BATTLE HOT MUSIC DAY
- 2018年9月9日 - GROOVE VILLAGE 2018
- 2018年11月25日 - SPOTLIGHT 2018
- 2019年5月19日 - MEETS THE REGGAE 2019
- 2019年12月1日 - SPOTLIGHT2019
- 2020年3月15日 - ICE CREAM OSAKA
- 2020年10月25日 - 夏の魔物SPECIAL MAMONOISM
- 2020年12月30日 - SOUTH YAAD MUZIK 2020 大忘年会